# Bamby Salcedo
Bamby Salcedo (nacida el 12 de octubre de 1969) es una activista transgénero y una reconocida oradora pública nacida en Guadalajara, México y radicada en California, Estados Unidos. Bamby ha desarrollado varios trabajos activistas en un esfuerzo por defender temas como la inmigración latina, cuestiones LGBTQIA+, casos de desigualdad por VIH dentro del sistema de salud y más. Es fundadora de la Coalición TransLatin@, con sede en Los Ángeles, "una organización formada por líderes inmigrantes translatin@s que se reunieron en 2009 para organizar y defender las necesidades de los translatin@s que son inmigrantes y residen en los EE.UU."   También es productora del desfile Angels for Change para jóvenes trans. Salcedo fue reconocida como una de las "14 mujeres de color que rockearon en 2014" por ColorLines  y como una de las pioneras del año OUT100 por la revista OUT. En 2015, Salcedo también habló en la Casa Blanca como parte de la Cumbre del Estado Unido de Mujeres de la Casa Blanca. 

## Primeros años
Bamby Salcedo nació en "El Hospital Civil de Guadalajara" de Guadalajara, México el 12 de octubre de 1969. A una edad temprana, Bamby experimentó abuso y estigmatización cuando era niña. Se crio en la pobreza junto a sus dos hermanos y su madre. Bamby Salcedo lleva el nombre de su difunto padre, quien se había ido de casa poco antes de su nacimiento. Bamby se embarcó en un rumbo turbulento con las pandillas callejeras, las drogas y el crimen. A los 12 años fue arrestada  y enviada a un centro de rehabilitación para menores. Una vez fuera, se hizo amiga de un grupo de jóvenes mexicanos homosexuales con quienes se unieron al Menudo Fan Club, donde se divertían jugando a disfrazarse. Bamby se reunió con su padre y huyó de México con él a Estados Unidos mientras era perseguida implacablemente por su identidad de género. Mientras esperaba que se examinara su solicitud de asilo, fue internada en un centro de detención de inmigrantes donde enfrentó un acoso constante por parte de otros reclusos debido a su identidad.  Una vez ciudadana, se mudó a Los Ángeles y continuó con el abuso de sustancias. Fue en este período, con el apoyo de una comunidad LGBTQA+, que comenzó su viaje de transición. 
Posteriormente, Bamby fue enviada a una penitenciaría para hombres en el Estado de California. Bamby afirmó que su estancia en el centro penitenciario la hizo reflexionar sobre el rumbo de su futuro.  Bamby estuvo a punto de enfrentarse en varias ocasiones tanto a la mouerte como al abuso físico dentro del confinamiento. Como dijo Bamby, "Soy un milagro, yo soy un milagro, se supone que no debo estar aquí", su historia de supervivencia es "un recordatorio [...] de lo que pudo haber sido y de lo que es hoy".Posteriormente, se embarcó en un viaje de autocuración y rehabilitación. Comenzando a construir un nuevo futuro para sí misma, obtuvo una maestría en Estudios Latinoamericanos en la Universidad Estatal de California en Los Ángeles, lanzando su carrera en el campo de la justicia social. 

## Carrera

### Coalición TransLatin@
En 2009, Bamby inició su aclamada Coalición TransLatin@ en colaboración con un grupo de mujeres inmigrantes transgénero, no conformes con su género e intersexuales (TGI). Hoy en día es reconocida como una organización sin fines de lucro aclamada a nivel nacional, cuya principal preocupación es defender los derechos de las latinas transgénero y las TGI en todo el país. Si bien la organización tiene su sede en Los Ángeles, California, ha crecido considerablemente a lo largo de los años y opera en 10 estados diferentes de los EE. UU., incluidos Florida, Minnesota, Missouri, el Distrito de Columbia, Maryland y Nueva York. Con financiamiento de fuentes de gobiernos locales y estatales, fundaciones y organizaciones privadas, la Coalición TransLatin@ aprovecha sus recursos para diseñar estrategias de promoción en respuesta a la discriminación estructural e institucional. La Coalición se centra en cuestiones clave relacionadas con los documentos de identidad estadounidenses y la inmigración, la educación, el empleo, la atención médica y las experiencias de violencia interpersonal y estructural. En 2018, TransLatin@ Coalition se unió a Laverne Cox en la manifestación de Los Ángeles para el Día Nacional de Acción #FamiliesBelongTogether.

### Ángeles para el cambio
Bamby Salcedo colaboró en la producción con la División de Adolescentes del Centro para la Salud y el Desarrollo TransYouth y el Hospital Infantil de Los Ángeles para producir el "Angels for Change Runway Show". Ella creó esto como, citado en su sitio web, para crear "una oportunidad para que los jóvenes trans y no conformes con el género desarrollen habilidades de autopresentación en un ambiente seguro y divertido al participar en [...] el primer calendario del mundo que presenta a jóvenes trans". 

## Filmografía

### Transvisible: La historia de Bamby Salcedo (2013)
Dante Alencastre, cineasta y activista radicado en Los Ángeles, realizó un documental sobre la vida de Bamby Salcedo y los desafíos personales que tuvo que superar en su vida personal y frente a la opresión. Analiza cómo se convirtió en un modelo a seguir para “múltiples comunidades, incluidas las comunidades trans, latinas, inmigrantes, jóvenes y LGBT”. 

### La Reinañera (2021)
Pedro Peira, director de Los Ángeles y ex amigo de Bamby Salcedo, sugirió hacer una colaboración documental con Bamby para celebrar su 50 aniversario. “LA QueenCieñera” es un conmovedor retrato de la autenticidad y de la búsqueda de la familia elegida. La película sigue a Bamby “organizando la celebración de su 50 cumpleaños a la que asistieron personas importantes para su vida y su supervivencia. Mientras se prepara para el evento, Bamby viaja por el condado de Los Ángeles y observa cómo transcurre su vida; desde las calles donde fumaba crack y la cárcel de hombres del condado hasta periodistas y académicos que ha reclutado para sus causas, lujosas casas de simpatizantes y comunidades y organizaciones que ha reunido para cambiar las vidas de las personas transgénero en los Estados Unidos”.

## Premios
- Premio James Earl Hardy Legends, Coalición Gay Negra e Hispana [14]
- Premios West Coast Liberty, Lambda Legal [14]
- Premio Susan J. Hyde a la 'Longevidad en el movimiento' del Grupo de Trabajo Nacional LGBTQ [14]
- Premio al Buen Vecino, Seguros de State Farm [14]
- Premio al Liderazgo Connie Norman, LA PRIDE [14]
- Premio Shiela J. Kuehl Trailblazer, Club Demócrata Stonewall [14]
- Premio Mujeres en Liderazgo, Ciudad de West Hollywood [14]
- Premio al Liderazgo Virginia Uribe, Conferencia Juvenil Modelos del Orgullo [14]
- Premio Sol, Día Nacional Latino@ de Concientización sobre el SIDA (NLAAD) [14]